# Зага Крист
Зага Крист (Крыстос, т.е. Христос, Zaga Christ, Ṣägga Krəstos), также известен как Атенатеуос (Atənatewos) — сын императора Эфиопии Яыкоба (согласно секптикам, самозванец). Родился около 1610 г., умер во Франции 22 апреля 1638 г. (отравлен). Бежал из родной страны на Ближний Восток, затем перебрался в Европу, где готовил возвращение в Эфиопию и государственный переворот. Жизнь Заги Криста и обстоятельства его смерти легли в основу ряда романов.
Существует множество рассказов о его жизни. Французский монах-францисканец Эжен Роже встретил Зага Христа в Назарете и отслеживал его местонахождение до самой его смерти. Зага Крист много путешествовал, жил в Судане, Египте, Палестине, Греции, Италии и Франции. В рамках процесса проверки, чтобы доказать свою личность, он написал автобиографию, в которой подробно описал свои династические притязания и свои странствия.

## Жизнеописание
В марте 1632 года Зага Христос прибыл в венецианское консульство в Каире, утверждая, что он сын эфиопского негуса, который был убит во время политических и религиозных распрей начала века. Согласно его рассказу, он бежал из Эфиопии через долину Нила (султанат Фунг или Сеннар, правитель которого якобы предлагал ему обратиться в ислам и жениться на его дочери) после того, как император Сусныйос якобы убил его отца.
История Зага Криста заинтриговала капеллана консульства, отца Паоло да Лоди, который служил префектом францисканской миссии в Египте. Осознав потенциальную ценность Зага Криста как символа католических интересов в Эфиопии, отец Паоло сообщил об этом своим начальникам в Конгрегации пропаганды веры в Риме; сперва он сомневался в нём, так как три эфиопских паломника сообщили капуцину Жилю де Лошу, что он «лжец» и «негодяй», но в итоге сообщил, что молодой эфиоп поразил монахов в Иерусалиме и Назарете своим смирением, набожностью и «королевской душой» после его формального обращения в католицизм в День Петра и Павла, после чего организовал проезд Заги Криста в Рим, предоставив ему ярую поддержку как сыну эфиопского императора, наполненного рвением к католической вере.
В конце того же года Зага Крист отплыл из Хайфы в Отранто. Во время его путешествий по Неаполитанскому королевству к нему относились с большим уважением, он получал подарки и почести от местных дворян, включая ценных лошадей и финансовую поддержку. Зага Крист также сумел получить защиту при святом престоле от Франческо Инголи, который сообщил, что эфиопский принц имел «внешность и манеры королевской особы». Однако, несмотря на такое высокое уважение, подозрения относительно его истинной личности сохранялись. Его приём в Риме в качестве принца оспаривался некоторыми группами, особенно португальскими иезуитами, которые сыграли важную роль в миссионерских усилиях в Эфиопии и опасались францисканского влияния.
Ключевым доказательством в ходе этого расследования было длинное автобиографическое заявление, написанное Зага Кристом, под названием Narratione del viaggio fatto dall'Altezza Seren(issima), del sig. Zagra Cristos figliolo dell'Imperator d'Ethiopia. Это самая ранняя известная автобиография, написанная и опубликованная в Европе автором африканского происхождения. Этот документ, который позже имел хождение в Европе, представлял его версию своего происхождения и событий жизни, включая подробный рассказ о династических конфликтах Эфиопии. Впрочем, хотя отчёт продемонстрировал впечатляющее понимание истории Эфиопии, он также содержал значительные хронологические ошибки (Зага Крист продлил правление императора Яыкоба, на деле закончившееся в 1607 году, на два десятилетия, что было необходимо для подтверждения его притязаний как наследника престола).
Тем временем до Европы в 1634 году дошли новости о том, что католический монарх Сусныйос умер и его сменил Фасиледэс, ярый сторонник традиционной Эфиопской православной церкви, немедленно начавший искоренение католицизма. Проведя год в Риме в переговорах с представителями разных стран, Сэгга Крэстос уехал в Венецию с четырьмя францисканцами — Игнацио да Перуджа, Паоло да Рома, Симоне да Сецце и Антонио да Вирголетта, — которые должны были сопровождать его в Эфиопию для борьбы за престол, но в силу разных причин он так туда и не отбыл, вместо чего решил отправиться в Марсель, а затем в Париж. Он разочаровал сопровождавших его монахов, но произвёл впечтление на другого их собрата — Томмазо Кампанеллу, который заверял, что эфиопский гость знает наизусть почти всю Библию и что любые обвинения в ереси против него беспочвенны.
В драматическом обращении к кардиналу Ришельё Зага Крист объяснил своё тяжёлое положение и был вознаграждён ежегодной пенсией в размере 800 скуди от короля Людовика XIII. Последний его спутник отец Антонио отправился на миссию в Конго, пока Зага продолжал наслаждаться парижской жизнью под королевским покровительством. В начале ноября 1637 года его арестовали на окраине Парижа, обвинив в попытке отравить советника, чтобы жениться на его супругой Магдалине Аламант, с которой у него якобы был роман. Что еще больше осложнило скандал, так это обнаружение переписки абиссинца с монахиней Катариной Анжеликой Массимой из монастыря в Риме. Обвинённый в прелюбодеянии и потенциальном покушении на убийство, он был заключен в тюрьму Гран-Шатле. Его поведение во время допроса было вызывающим, поскольку он настаивал, что королевский статус освобождает его от заключения, поскольку «был рождён, не чтобы подчиняться, а чтобы повелевать». Эти слова стали его последними. 22 апреля «в 10 часов вечера в Рюэе принц Эфиопии по имени Зага Христос умер от плеврита в возрасте 22 лет. Он проживал во Франции три года, и ему всегда помогали люди Его Высокопреосвященства [Ришельё]». Ходили слухи, что его могли отравить.

## Наследие
Его судьба приняла расово заряженный оборот после его смерти, поскольку история его жизни была искажена, чтобы соответствовать негативным стереотипам об африканских мужчинах с «необузданной похотью», развлекая французскую аудиторию на протяжении столетий. Эти представления нашли своё отражение во французской литературе: он стал символическим «эфиопским принцем» в таких пьесах, как «Les Visionnaires» (1639) Жана Демаре и плагиатной версии «Мнимого рогоносца» Мольера (1662). Его образ самозванца был далее популяризирован Жаном-Батистом де Роколем, который переработал историю жизни Зага Криста в «Знаменитых самозванцах» (Les Imposteurs Insignes). Вместе с тем, Клод де Мальвиль отозвался скорее романтизированным образом «странствующего рыцаря», который «без коня объездил все земли и посетил дворы тысячи властителей» в стихе «Смерть короля Эфиопии».
Очарованный историей Зага Криста, шведский писатель Бьёрншталь получил копию свидетельства о его смерти — счастливое событие, поскольку приходские книги Рюэя за 1638 год неполны: «В году 1638, в апреле месяце, 24 числа указанного месяца, был похоронен в хоре церкви указанного Рюэя, на стороне Апостолов, Зага Кристус, уроженец Мероэ или, скорее, Амхары, самопровозглашённый король Эфиопии и сын императора Якова, который умер в этом месте 22 числа указанного месяца в одиннадцать часов вечера от плеврита, в доме Ля-Ракетт. Похороны указанного мнимого короля, двадцати четырёх лет, были проведены за счет Его Преосвященства и стоили 96 ливров и 11 солей». Он также привез с собой несколько эфиопских рукописей, которые позже оказались в коллекции Пьера Сегье, ставшей крупнейшим хранилищем эфиопских рукописей (от 33 до 41) в Европе того времени.
Проживая в Турине, Зага Крист был увековечен талантливой художницей Джованной Гарцони в считающемся самым ранним известным европейским портретом-миниатюрой африканца (1635). В итоге, Зага Крист — единственный современник кардинала Ришельё, портрет которого помещен в «Словарь Ришельё» (Paris, Honoré Champion, 2015).
Это единственный выходец с Африканского континента, родившийся в так называемую «доколониальную эпоху», чьи личные бумаги, библиотека и аутентичный портрет сохранились до наших дней. О его приключениях повествуют тысячи архивных документов на двенадцати языках; их обнаружил, проанализировал и сопоставил французский исследователь Серж Ароль.
История его писем кровью к возлюбленной, итальянской монахине Катарине, не имеет аналогов в мире.
Католический патриарх Эфиопии Афонсу Мендеш посвятил письмо от 1638 года оспариванию его притязаний на царственное происхождение.